# Ait Faska
Ait Faska (en àrab أيت فاسكا, Ayt Fāskā; en amazic ⴰⵢⵜ ⴼⴰⵚⴽⴰ) és una comuna rural de la província d'Al Haouz, a la regió de Marràqueix-Safi, al Marroc. Segons el cens de 2014 tenia una població total de 26.210 persones.